# Gothaplast
Gothaplast ist der Markenname der Gothaplast Verbandpflasterfabrik GmbH im thüringischen Gotha.

## Geschichte
Im Jahre 1944 erhielt der Pharmaunternehmer Carl Blank, der bereits 1908 in Bonn eine Verbandpflasterfabrik gegründet hatte, eine Anweisung des zuständigen Reichsministeriums, in Mitteldeutschland einen Zweigbetrieb zu errichten, weil man Bombenangriffe durch die Alliierten befürchtete. Die Standortwahl oblag dem für diese Fabrik gewonnenen Schweizer Jungunternehmer Hans Conrad Wirz (1912–1999). Das Angebot an Fachkräften, die zentraldeutsche Lage, der Bekanntheitsgrad und die Infrastruktur der Stadt führten dazu, dass Wirz sich für Gotha entschied. Im Mai 1944 erfolgte die Gründung der Carl Blank KG, Verbandpflasterfabrik, Zweigstelle Gotha im Gewerbegebiet der Kindleber Straße in Gotha.
Bereits kurz nach dem Krieg, 1946, übernahm die SMAD die Verwaltung des schweizerischen Betriebs. Dieser wurde von Wirz in Pflasterfabrik Hans C. Wirz, Gotha umbenannt und als ausländisches Unternehmen geführt. Ende 1950 übernahm die DDR die Verwaltung des Unternehmens und benannte die Produkte Blankplast und Traumaplast in Gothaplast und Wirgoplast um. Bis 1970 unterstand die Firma der VVB Pharmazeutische Industrie Berlin und wurde danach dem VEB Jenapharm eingegliedert. Wirz erhielt für den Verkauf von Handelsmarken, Beständen und Rohmaterial eine Abfindung. Im Zuge einer Modernisierung wurde der Betrieb von 1978 bis 1982 nach Siebleben verlegt, wo er heute noch in der nach seinem Gründer benannten Straße seinen Sitz hat.

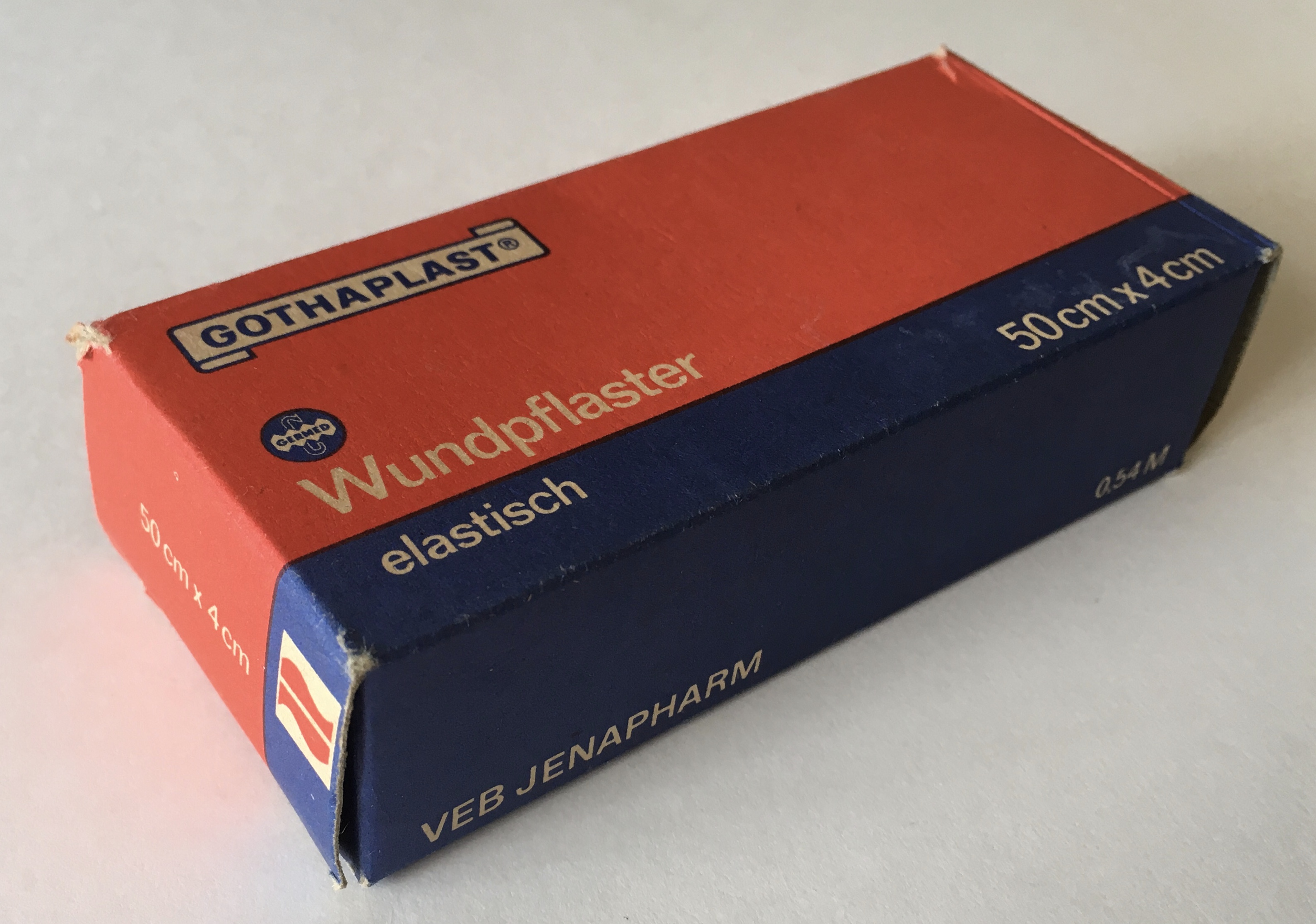
Gothaplast Wundpflaster des VEB Jenapharm.

## Produkte
Zur Produktpalette von Gothaplast gehören unterschiedliche Pflaster, zum Beispiel Wundpflaster, Wärmepflaster, Heftpflaster oder HydroGel-Pflaster. Außerdem werden unter dem Markennamen Rotpunkt Gummihandschuhe aus Latex, Nitril oder Vinyl vertrieben.